# Timothy Dobbs, That's Me
Timothy Dobbs, That's Me è un serial muto del 1916 scritto e interpretato da Carter DeHaven.

## Produzione
Il film fu prodotto dalla Nestor Film Company.

## Distribuzione
Distribuito dall'Universal Film Manufacturing Company, il film - un serial in dieci episodi di due rulli ciascuno per un totale di 6.000 metri - uscì nelle sale cinematografiche USA il 20 agosto 1916.

### Uscita degli episodi
1. The Sody Clerk, regia di Wallace Beery (20 agosto 1916)
2. A Thousand Dollars a Week, regia di Wallace Beery (27 agosto 1916)
3. He Becomes a Cop, regia di Wallace Beery (3 settembre 1916)
4. From the Rogue's Gallery, regia di Wallace Beery (10 settembre 1910)
5. Hired and Fired, regia di Wallace Beery (17 settembre 1916)
6. He Almost Lands an Angel, regia di Wallace Beery (24 settembre 1916)
7. A Hero by Proxy, regia di Wallace Beery (1º ottobre 1916)
8. Borrowed Plumes, regia di Wallace Beery (8 ottobre 1916)
9. Breaking Into Society, regia di Wallace Beery (15 ottobre 1916)
10. Fame at Last, regia di Wallace Beery (22 ottobre 1916)